# 马营镇 (民和县)
马营镇，是中华人民共和国青海省海东市民和回族土族自治县下辖的一个乡镇级行政单位。

## 行政区划
马营镇下辖以下地区：
马营镇社区、马营村、马家村、鲍家山村、沙塄沟村、三联村、安家村、菜园村、罗家沟村、双泉堡村、朱家山村、阳山村、王家村、洒大庄村、大滩村和和平村。